# Tadeu d'Edessa
Tadeu d'Edessa, en siríac: Addai (Edessa, Mesopotàmia, s. I - Edessa, Beirut o Artaz, ca. 44) fou un bisbe i un dels setanta deixebles encarregats de difondre el cristianisme. És venerat com a sant a tota la cristiandat.

## Biografia
Tadeu era un hebreu d'Edessa (Mesopotàmia); segons Eusebi de Cesarea, Tomàs apòstol l'havia enviat a predicar. Hi va instruir i batejar Abgar V d'Edessa, rei al qual suposadament el mateix Jesús va enviar epístoles sobre el seu missatge (assumpte controvertit). Sobre la seva vida els testimonis són contradictoris, sembla que va predicar per Mesopotàmia i que va morir o bé a Edessa l'any 44, a Beirut o màrtir a Artaz.
Segons la tradició, va organitzar l'església de Mesopotàmia i va succeir Tomàs a la llista de Katholikoi orientals, títol després disputat pels primats de l'Església Assíria Oriental i els de l'Església Ortodoxa Siríaca.
Una llegenda armènia diu que morí màrtir a la regió d'Artaz cap al 50; altres fonts diuen que morí de mort natural a Edessa o a Beirut el 3 de setembre del 44.
Estudiosos com Jean Daniélou afirmen que tots aquests fets són llegendaris o que les dates són errònies, ja que els primers testimonis fiables sobre l'expansió cristiana a la zona daten d'un segle després.
No apareix al martirologi romà, però sí al calendari ortodox, juntament amb Sant Mari d'Edessa, bisbe convertit per Tadeu i que en fou el successor a la seu episcopal.
A Addai i Mari s'atribueix l'Anàfora d'Addai i Mari, pas litúrgic de l'Església Nestoriana. Addai apareix en diversos apòcrifs neotestamentaris: la Doctrina d'Addai i l'Apocalipsi de Jaume el Just.